# Suurhusen

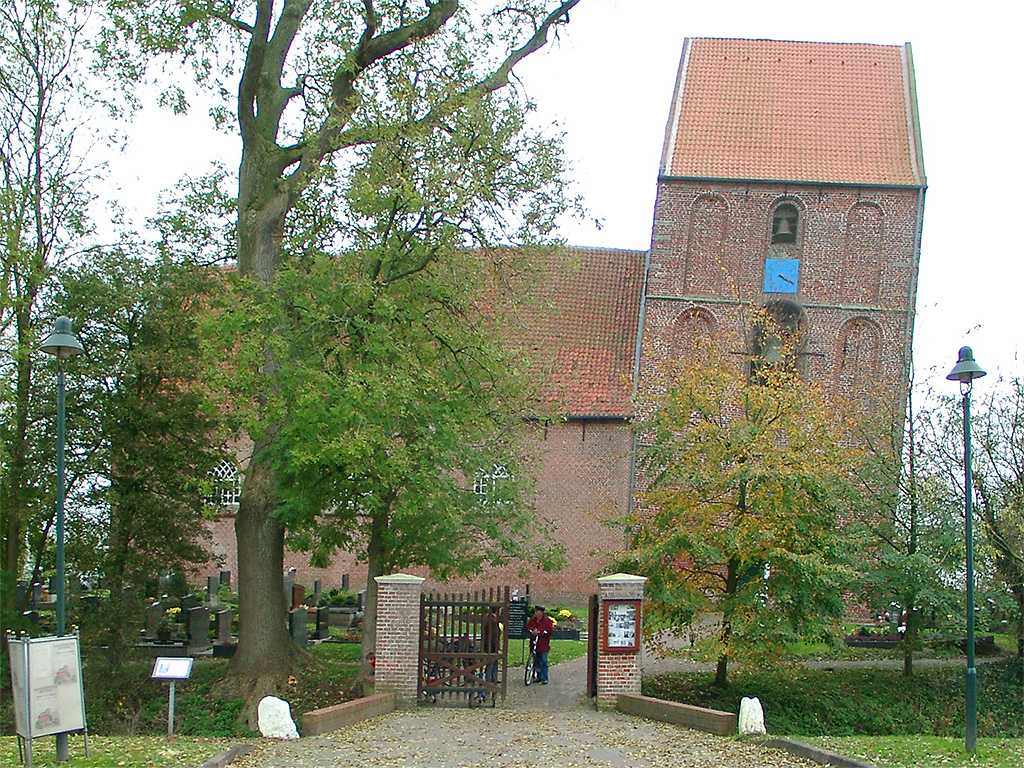
Suurhusens kyrka

Suurhusens vapen

Suurhusen  är en ort i kommunen Hinte i distriktet Aurich, norr om staden Emden i Ostfriesland i Niedersachsen i nordvästra Tyskland. Suurhusen har funnits sannolikt sedan omkring år 1000 och har i dag drygt 1 200 invånare. Byn nämns första gången år 1255. 

## Suurhusens kyrka
Suurhusens kyrka grundlades någon gång under förra hälften av 1200-talet och den påminner om de så kallade fästningkyrkor som byggdes förut. Den var byggd på ekpålar som slagits ned i marken och var ursprungligen 32 m lång. År 1450 avkortades kyrkans skepp med en fjärdedel och på den lediga ytan byggdes ett torn. 
På grund av sänkning av grundvattennivån kom toppen av ekpålarna att hamna ovanför densamma och luftens syre fick tillträde till träet, som började murkna.  Det medförde att kyrktornet började luta och det har nu en lutning som uppgår till 5,07° vilket kan jämföras med tornet i Pisa som har en lutning som uppgår till 4,19° och kyrktornet i Bad Frankenhausen i Thüringen med 4,50°.  Vid takåsen som är 27,37 m över markytan har taket ett överhäng som är 2,43 m. Klockstapeln i byn Midlum som liksom Suurhusen ligger i Niedersachsen lutar med 6,74° ännu mer, men den räknades av Guinness rekordboken inte som torn, då den bara är 14 meter hög.